# Сили за сигурност на Косово
Силите за сигурност на Косово (на албански: Forca e Sigurisë së Kosovës, FSK – Косовска сила за сигурност, в ед. ч.; на сръбски: Kosovske Snage Bezbednosti, KSB) – Косовски сили за сигурност) е правителствена въоръжена организация, фактически въоръжените сили на Косово.
Косово е държава, частично призната за суверенна. Република Косово възниква в резултат от бунтовете на косовските албанци в рамките на Югославия, проведената от централните власти в Белград полицейска и военна операция срещу паравоенната организация Армия за освобождение на Косово, последвалата интервенция от страна на НАТО и поставянето на областта под протектората на Организацията на обединените нации.
През 2008 г. Косово едностранно провъзгласява своята независимост, която е призната от редица държави, но не и от Сърбия (от която се отделя и която продължава да счита като Автономна област Косово и Метохия за част от своята територия), от 2 постоянни членки на Съвета за сигурност на ООН – Руската федерация и Китайската народна република, както и от Кралство Испания, което участва в натовската интеренция за прекратяването на операцията на югославските въоръжени сили и сили за сигурност в областта. 109 страни-членки на ООН са признали независимостта на Република Косово към 2016 г.
Докато отбраната е прерогатив на всяка суверена държава, произтичащ от суверенитета ѝ, деликатното положение, свързано с международния статут, дава пряко отражение върху сектора на отбраната на самопровъзгласилата се република.
След натовската операция „Обединена сила“ (Operation Allied Force, проведена между 24 март и 10 юни 1999 г.) Югославската армия и силите на югославското МВР се изтеглят от територията на Косово, където са разположени Косовските сили (от Kosovo Force, съкратено KFOR/ КФОР и произнасяно Кейфор) на ООН с мандата на Резолюция 1244 на Съвета за сигурност на ООН. Тяхната задача е омиротворяването на областта, за да може Временната административна мисия на Обединените нации в Косово (United Nations Interim Administration Mission in Kosovo, UNMIK) да осъществява работата си по подготовката за трайното разрешаване на казуса около статута на Косово. Мисията е органът, осъществяващ администрирането на областта с мандата на ООН.
На 21 септември 1999 г. Временната административна мисия създава Корпуса за защита на Косово (Albanian: Trupat e Mbrojtjes së Kosovës). Това е организация с функциите на гражданска защита при бедствия и аварии, набрана измежду редовете на бойците (определяни от югославските власти като терористи) на Армията за освобождение на Косово (Ushtria Çlirimtare e Kosovës, UÇK)). Корпусът е подчинен административно на специалния представител на генералния секретар на ООН в Косово (ръководителя на Временната административна мисия), а оперативно – на командващия КФОР.
На 4 януари 2009 г., 10 месеца след едностранната декларация за независимост, Правителството на Република Косово оповестява висшите командни кадри, подбрани да оглавят формиращите се Сили за сигурност на Косово. Поради сложната дипломатическа ситуация, свързана с признаването на суверенитета е избрано по-неутрално наименование, а не „въоръжени сили“. Постът на съответния член на правителството също не е „министър на отбраната“, а „министър на силите за сигурност на Косово“ (Ministër për forcën e sigurisë së Kosovës), като титуляр е Хаки Демоли към 2016 г. Висшият офицерски състав и подчинените му служители идват от редовете на Корпуса за защита на Косово.
Макар Силите за сигурност на Косово да имат атрибутите на въоръжени сили – система от военни звания, военни символи като военни униформи, бойни знамена, командване, военна подготовка, по въоръжение техника са с характер на жандармерия или вътрешни войски. Въоръжени са единствено с леко стрелково оръжие, оборудвани са с леки автомобили и камиони. Единствената сравнително по-сериозна военна техника са леките бронирани разузнавателни автомобили Otokar Kobra, дарени от страната-производител – Република Турция.
Структурата на Силите за сигурност на Косово е малка, доколкото наброяват 2500 души. Единствената тяхна оперативна част е Бригадата за бързо реагиране „Вълци“. Правителството на Косово декларира през 2014 г. план за трансформирането на Силите за сигурност на Косово в действителни въоръжени сили на страната.